# 劉崇文 (萬曆進士)
劉崇文（？—？），號朴菴，山西平陽府解州安邑縣人，明朝政治人物。

## 生平
隆慶四年（1570年）庚午科山西鄉試舉人，萬曆二十六年（1598年）戊戌科進士。吏部觀政，三十年授戶部主事，三十一年管验粮所，三十二年江西监兑，三十四年（1606年）五月改吏部考功司主事，同年改文選司主事，歷升考功司、文选司員外郎、稽勋司、驗封司郎中、考功司郎中、文選司郎中，尋引疾歸里。